# San Agustín el Viejo
San Agustín el Viejo är en ort i Mexiko.   Den ligger i kommunen Cochoapa el Grande och delstaten Guerrero, i den sydöstra delen av landet, 250 km söder om huvudstaden Mexico City. San Agustín el Viejo ligger 1 992 meter över havet och antalet invånare är 344.
Terrängen runt San Agustín el Viejo är kuperad norrut, men söderut är den bergig. Runt San Agustín el Viejo är det ganska glesbefolkat, med 43 invånare per kvadratkilometer. Närmaste större samhälle är Malinaltepec, 19,3 km väster om San Agustín el Viejo. I omgivningarna runt San Agustín el Viejo växer huvudsakligen savannskog.